# David Delrieu
David Delrieu (Aurillac, 20 februari 1971) is een Frans voormalig professioneel wielrenner. Hij reed voor onder meer Casino en Ag2r Prévoyance.

## Belangrijke overwinningen
1996
5e etappe Ronde van de Ain
Eindklassement Ronde van Ain
Eindklassement Mi-Août en Bretagne
Eindklassement Boucles de la Mayenne
11e etappe Ronde van de Toekomst
2001
5e etappe Ronde van de Ain

## Resultaten in voornaamste wedstrijden
| Jaar | Ronde van Italië | Ronde van Frankrijk | Ronde van Spanje |
| ---- | ---------------- | ------------------- | ---------------- |
| 1997 |                  | opgave              |                  |
| 1999 |                  |                     |                  |
| 2000 |                  | 83e                 |                  |

| Jaar | Amstel Gold Race | Luik-Bast.‑Luik | Ronde van Lombardije |
| ---- | ---------------- | --------------- | -------------------- |
| 1997 |                  |                 |                      |
| 1999 |                  |                 | 49e                  |
| 2000 | 105e             | 101e            |                      |